# Cantón de Bourdeaux
El cantón de Bourdeaux era una división administrativa francesa, que estaba situada en el departamento de Drôme y la región de Ródano-Alpes.

## Composición
El cantón estaba formado por nueve comunas:
- Bézaudun-sur-Bîne
- Bourdeaux
- Bouvières
- Crupies
- Félines-sur-Rimandoule
- Le Poët-Célard
- Les Tonils
- Mornans
- Truinas

## Supresión del cantón de Bourdeaux
En aplicación del Decreto nº 2014-191 de 20 de febrero de 2014, el cantón de Bourdeaux fue suprimido el 22 de marzo de 2015 y sus 9 comunas pasaron a formar parte del nuevo cantón de Dieulefit.